# 三崎粗鱗鯒
三崎粗鱗鯒，又稱單側粗鱗鯒（学名：Stlengis misakia），为輻鰭魚綱鮋形目杜父魚亞目杜父魚科粗鱗鯒屬下的一个种，分布於西北太平洋日本海域，為溫帶海水魚，棲息深度可達200公尺，體長可達8公分，棲息在底層水域，生活習性不明。